# Tou-liou
Tou-liou (znaky: 斗六; tongyong pinyin: Dǒuliòu; hanyu pinyin: Dǒuliù) je město v Čínské republice, leží ve vnitrozemí v západní části ostrova Tchaj-wan. Ve správním systému Čínské republiky je hlavním městem okresu Jün-lin. Rozkládá se na ploše 93,72 km² a má 104 968 obyvatel (leden 2007). 
Město je přímo napojeno na Formoskou dálnici (福爾摩沙高速公路; také Národní dálnice č. 3 a slangově Druhá dálnice), která vede ze severu na jih ostrova po jeho západní straně.